# Paweł Golański
Paweł Golański  (* 12. Oktober 1982 in Łódź, Polen) ist ein ehemaliger polnischer Fußballspieler.

## Vereinskarriere
Paweł Golański entstammt der Fußballakademie UKS SMS Łódź. Seine erste Profistation war von 2000 bis 2005 ŁKS Łódź, wo er in der zweiten Liga spielte. Zur Rückrunde 2002/03 wurde er von Legia Warschau verpflichtet, spielte allerdings nur in der zweiten Mannschaft. 2005 wechselte er zu Korona Kielce und debütierte hier auch in der Ekstraklasa und avancierte sogar zum Nationalspieler. Nach zwei sehr starken Saisons in der Ekstraklasa. Spielte er von 2007 bis 2010 für den rumänischen Spitzenklub Steaua Bukarest. Für Steaua absolvierte er in drei Spielzeiten 58 Ligaspiele, in denen er zwei Tore erzielte. Mit Steaua spielte er auch in der UEFA Champions League und im UEFA Cup. Am 10. September 2010 unterschrieb Golański einen Drei-Jahres-Vertrag mit seinem früheren Klub Korona Kielce. In der Hinrunde der Saison 2011/12 wurde er an seinen Heimatverein ŁKS Łódź ausgeliehen. In den darauffolgenden Jahren, war er immer Stammspieler bei Korona Kielce. Zur Saison 2015/2016 wechselte er nach Rumänien zum Vize-Meister ASA Târgu Mureș. Gleich in seinem Debüt konnte er durch ein 1:0 gegen seinen Ex-Klub Steaua Bukarest, den rumänischen Supercup gewinnen. Im Januar 2016 unterschrieb Golański einen 1,5-Jahres-Vertrag mit dem polnischen Rekordmeister Górnik Zabrze. In der Saison 2015/2016 bestritt er sechs Ligaspiele für Górnik und stieg am Saisonende aus der Ekstraklasa ab. Anschließend war er fünf Monate ohne Verein, ehe er im November 2016 bei Chojniczanka Chojnice in der 1. Liga anheuerte. Nach nur drei Ligaeinsätzen beendete er im Sommer 2017 dort seine aktive Karriere.

## Nationalmannschaft
Am 29. Juli 2001 wurde er mit der U-18 Polens Europameister in Finnland, als man Tschechien im Finale von Helsinki mit 3:1 besiegte. 
Von 2006 bis 2009 absolvierte er insgesamt 14 Spiele für die A-Nationalmannschaft und erzielte in dabei ein Tor. Er stand außerdem im Kader für die EM 2008 in Österreich und der Schweiz und kam in zwei Vorrundenspielen zum Einsatz. 

## Erfolge
- U18 Europameister (2001)
- EM-Teilnahme (2008)
- Rumänischer Supercup (2015)

## Wissenswertes
Golańskis Onkel ist der frühere polnische Fußballnationalspieler Zbigniew Robakiewicz.